# 圣莱热布里德雷
圣莱热布里德雷（法語：Saint-Léger-Bridereix，法語發音：[sɛ̃ leʒe bʁidʁɛ]）是法国克勒兹省的一个市镇，位于该省西北部，属于盖雷区。

## 地理
圣莱热布里德雷（46°17'11"N, 1°35'16"E）面积8.1 平方千米，位于法国新阿基坦大区克勒兹省，该省份为法国中部省份，位于法國中央高原西北部，北起安德尔省和谢尔省，西接维埃纳省，南至科雷兹省，东临多姆山省，东北与阿列省接壤。
与圣莱热布里德雷接壤的市镇（或旧市镇、城区）包括：科隆达讷、纳亚、诺特、萨尼亚、圣阿尼昂-德韦尔西亚、圣日耳曼博普雷。
圣莱热布里德雷的时区为UTC+01:00、UTC+02:00（夏令时）。

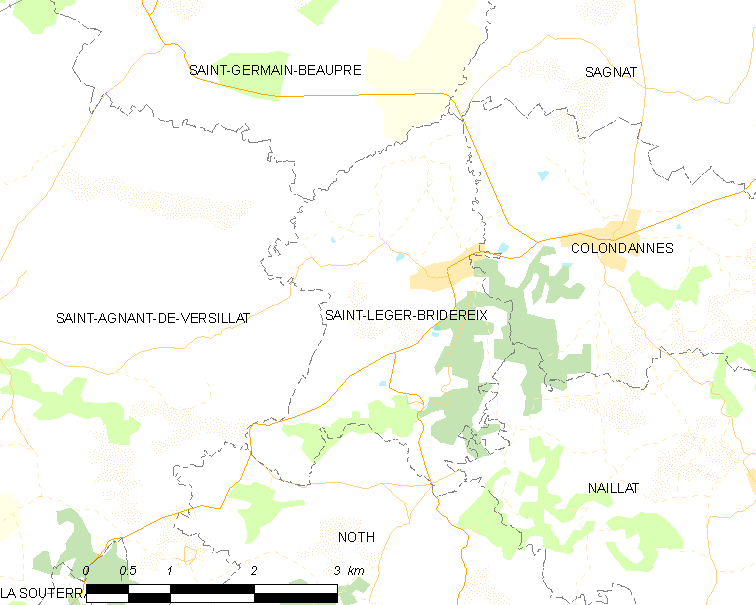
圣莱热布里德雷的OSM定位图

## 行政
圣莱热布里德雷的邮政编码为23300，INSEE市镇编码为23207。

## 政治
圣莱热布里德雷所属的省级选区为拉苏泰赖讷县。

## 交通
克勒兹省省道D14线、D49线和D951线经过境内。

## 人口

1962-2008年间圣莱热布里德雷人口变化图示

圣莱热布里德雷于2022年1月1日时的人口数量为165人。